# Orgasmus

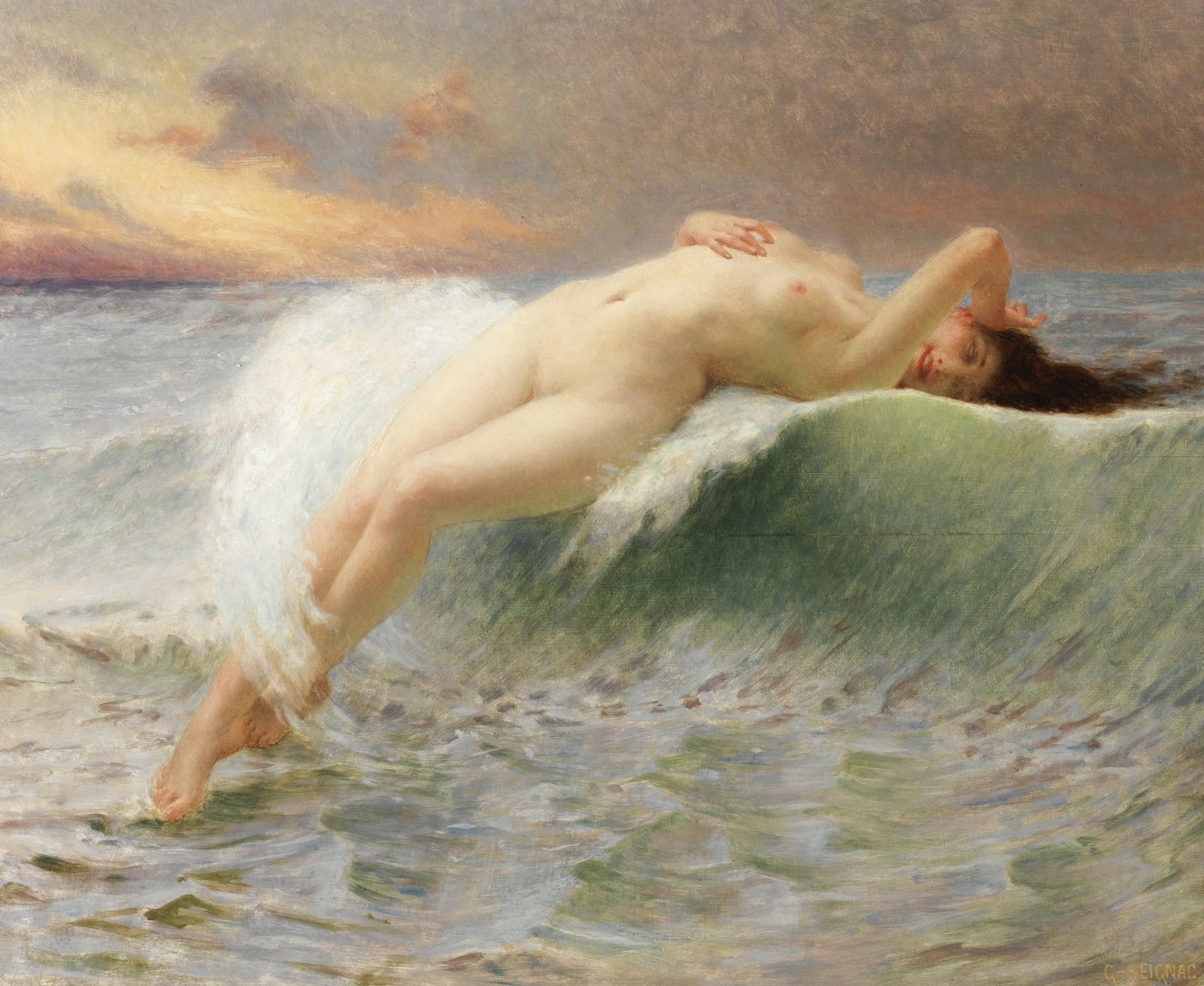
Guillaume Seignac: Vlna (La vague, 1903)

Orgasmus neboli vyvrcholení je vyústěním fáze plató (plateau) sexuálního reakčního cyklu. Je obvykle výsledkem fyzické sexuální stimulace penisu u mužů a poštěváčku u žen. Orgasmus se vyznačuje intenzivní fyzickou rozkoší, kontrolovanou autonomním nervovým systémem. Je doprovázen rychlými cykly svalových kontrakcí (stahy) v dolních pánevních svalech, které obklopují primární pohlavní orgány a anus (řitní otvor). Orgasmy u mužů i žen jsou často spojeny s jinými mimovolnými reakcemi, např. se svalovými křečemi v jiných částech těla a s vydáváním zvuků. Orgasmus též zpravidla provází euforické vnímání.
Následně orgasmus obvykle způsobuje znatelnou únavu a muži i ženy si po něm potřebují odpočinout. To se obvykle připisuje uvolnění prolaktinu, které je typickou odezvou endokrinního systému při  podráždění. Příčinou může být i potřeba krátkého odpočinku po intenzivní fyzické aktivitě. Mezi časté průvodní jevy, projevující se krátce po pohlavním styku, patří také výrazně zvýšená chuť k jídlu nebo pití.
Při souloži je účelem vyvrcholení dopomoci početí. Svalovými stahy kolem mužských pohlavních orgánů je zajištěn silný výstřik semene a svalové stahy kolem ženských pohlavních orgánů mají zajistit snazší pohyb mužských pohlavních buněk – spermií – až k uvolněnému vajíčku – ženské pohlavní buňce.

## Orgasmus u žen
U žen je nejčastějším způsobem dosažení orgasmu přímá sexuální stimulace poštěváčku (což znamená důsledné digitální, orální nebo jiné soustředěné tření o jeho vnější části). Obecné statistiky uvádějí, že ji k dosažení orgasmu používá 70–80 % žen. Nepřímá klitorální stimulace (například prostřednictvím vaginální penetrace) může být nicméně také dostatečná.

### Četnost ženského orgasmu
V literatuře se uvádí, že zhruba 20–30 % žen při souloži vaginálního orgasmu nedosahuje nikdy, případně ho dosahuje málokdy. Přes zatím nevelké množství dat se zdá, že tato ženská anorgasmie je častěji asociována s psychologickými, emocionálními či sociálními faktory než s faktory fyziologickými. Osobnostními rizikovými faktory jsou introverze, emocionální nestabilita, malá míra otevřenosti vůči zkušenosti, dalšími rizikovými faktory jsou pohlavní zneužívání v dětství, nemanželský stav, bezdětnost, také manželské nebo vztahové problémy, výskyt depresí nebo úzkosti. Byla též prokázána významná souvislost mezi frekvencí dosahování orgasmu při souloži i masturbaci a emoční inteligencí. U žen s nízkou emoční inteligencí (dolní kvartil) je 2× pravděpodobnější, že budou dosahovat orgasmu jen zřídka. Odhaduje se, že zhruba z 34 % jsou problémy při dosahování orgasmů podmíněny geneticky. Vliv mohou mít i další faktory, mezi jinými i velikost penisu – z online dotazníku vyplňovaného ženami vyplynulo, že ženy preferující hlubší penetraci dosahují vaginálního orgasmu častěji (ale ne klitorálního).
Ve studii z r. 2009 na vzorku 2035 anglických žen byly zjištěny tyto údaje týkající se míry dosahování orgasmu u žen:
| četnost dosažení orgasmu při dané sexuální aktivitě | soulož  | masturbace |
| --------------------------------------------------- | ------- | ---------- |
| nikdy                                               | 13,2 %  | 24,1 %     |
| <25 % případů                                       | 17,2 %  | 6,9 %      |
| v 25–49 % případů                                   | 8,4 %   | 4,2 %      |
| okolo 50 % případů                                  | 13,5 %  | 6,1 %      |
| v 51–75 % případů                                   | 13,91 % | 6,9 %      |
| >75 % případů                                       | 24,4 %  | 21,5 %     |
| vždy                                                | 9,4 %   | 30,3 %     |

Podle zjištění českého Sexuologického ústavu 22 % žen nezažívá vaginální orgasmus nikdy, 30 % jej zažívá v méně než 25 % případů, 22 % v 25–50 % případů, 15 % v 50–75 % případů a 12 % v 75–100 % případů.

### Několikanásobný orgasmus
V některých případech ženy nemají období útlumu (refractory period) nebo je mají jen velice krátké, a proto mohou zažít druhý orgasmus rychle po prvním. Některé ženy mohou prožít i další následující orgasmy, tedy obecně několikanásobný orgasmus. Po počátečním orgasmu mohou být ty následující silnější nebo příjemnější. Výzkumy ukazují, že několikanásobné orgasmy zažilo asi 13 % žen. Ještě větší množství žen je jich schopno dosáhnout pomocí správné stimulace (například pomocí vibrátoru) a ve správném rozpoložení; některé více-orgasmické ženy hovoří i o mentální kontrole. Poštěváček a bradavky některých žen jsou po vyvrcholení velmi citlivé a jejich následná stimulace může být bolestivá. Rychlé a hluboké dýchání může napomoci uvolnění tohoto napětí. 

## Orgasmus u mužů
Při mužském orgasmu většinou dojde k výronu semene – ejakulaci –, ale ejakulace není podmínkou k dosažení orgasmu. Je možné mít orgasmus bez ejakulace (suchý orgasmus), nebo ejakulovat bez dosažení orgasmu. Někteří muži tvrdí, že měli několikanásobné po sobě jdoucí orgasmy, obzvláště bez ejakulace. Muži, kteří prožívají suché orgasmy, mohou často zažít několikanásobné orgasmy, neboť mají kratší období útlumu, a tedy i nižší potřebu oddechu. Někteří muži jsou schopni masturbovat po celé hodiny bez přestávky a dosáhnout při tom mnoha orgasmů. Většina více-orgasmických mužů (a jejich partnerek/partnerů) popisuje, že zadržování ejakulace vyvolává mnohem silnější po-orgasmický stav. Způsoby, jak dosáhnout několikanásobných orgasmů, popisuje v 21. století nadbytek knih.
Jedním ze způsobů je zastavení ejakulace zatlačením na hráz (perineum) asi uprostřed mezi šourkem a řitním otvorem těsně před ejakulací. Tato technika však může vést ke zpětné ejakulaci, tj. k přesměrování semene do močového měchýře namísto do močové trubice. Může také způsobit dlouhodobé poškození vzniklé tlakem na nervy a krevní cévy v oblasti hráze. Muži, kteří prodělali operaci prostaty nebo močového měchýře, mohou někdy také zažívat suché orgasmy způsobené zpětnou ejakulací.
Jiné techniky zahrnují spíše mentální a fyzickou kontrolu nad pre-ejakulativními stahy cév a výrony, a nikoli těmi ejakulativními nebo násilné zadržení. Tyto metody se snaží o rozvedení sexuální energie, koncentrované v pohlavních orgánech, do celého těla. Rovněž jemná stimulace prostaty, semenných váčků a chámovodu vyvolává erogenní požitek, který u některých mužů vrcholí intenzivním orgasmem.
Někteří muži, kteří začali masturbovat před začátkem puberty, popisují, že jsou schopni dosáhnout několikanásobných neejakulativních (suchých) orgasmů. Pravděpodobně je mohou zažít i mladí chlapci, kteří dosud neejakulovali, neboť u nich nedochází k období útlumu. Tato schopnost se později většinou vytrácí. U dívek je to možné stále, a to i po začátku puberty. Některé zprávy naznačují, že orgasmy prepubertálních chlapců jsou kvalitativně podobné „normálnímu“ ženskému prožívání orgasmu, což poukazuje na to, že hormonální změny během puberty mají velký vliv na charakter mužského orgasmu.

## Spontánní orgasmus
Orgasmus může být spontánní, bez jakékoli přímé stimulace. Mnoho lidí jej popisuje jako trapný, nicméně příjemný zážitek. Někdy k orgasmu může dojít během sexuálních snů.
Spontánní orgasmus byl hlášen i lidmi s poraněnou páteří. Ačkoliv poškození páteře a míchy často vede ke ztrátě určitého vnímání a k pozměnění sebevnímání, takový člověk nepřichází o erotické touhy, ani o sexuální pocity či vzrušení. Tak jsou někteří jedinci schopni dosáhnout orgasmu pouhou mentální stimulací. Některé aktivity (mimo ty sexuální) mohou vyvolat spontánní orgasmus. Takové uvolnění tenze může vyvolat lehká, bezděčná pohlavní stimulace – třeba tření pohlavních orgánů o sedátko kola za jízdy, cvičení, při němž je stažené pánevní svalstvo, nebo dokonce zívání.
Bylo také shledáno, že některé antidepresivní léky mohou vyvolat spontánní vyvrcholení jako vedlejší účinek. Není však jisté, kolik pacientů, kteří tyto léky užívali, zažili spontánní orgasmus, neboť většina z nich o tom nehovoří.

## Prostatický orgasmus
Někteří lidé jsou schopni dosáhnout orgasmu pomocí stimulace prostatické struktury. U mužů to je prostata, u žen Skeneho žlázy. Umístění Skeneho žláz je často známo jako bod G neboli Gräfenbergův bod. Takovou stimulací může být: pohlavní styk, prstování, nebo použití vibrátoru a podobných pomůcek (Sybian, Aneros). Pokud není zároveň stimulován penis nebo poštěváček, může takováto stimulace vyústit v ejakulaci bez orgasmu.
Orgasmy tohoto typu mohou vyvolat jak mužskou, tak ženskou ejakulaci. Při dostatečné stimulaci může dojít k „dojení“ (milking) prostatické struktury. Někteří muži popisují, že jejich ejakulace je silnější, pokud je stimulace penisu kombinována se stimulací prostaty.

## Výzkum
Probíhající výzkum v Lékařském univerzitním centru v holandském Groningenu zkoumá, co se děje v mozku žen a mužů během orgasmu. Používané techniky zahrnují pozitronovou emisní tomografii (PET) a magnetickou rezonanci (MR). Ženské i mužské mozky se v průběhu orgasmu chovají téměř stejně. Skenování mozků ukázalo, že rozsáhlé oblasti mozkové kůry během orgasmu dočasně utlumí svou aktivitu.
Několik studií poukazuje na hormon prolaktin jako pravděpodobný zdroj mužského období útlumu. Z tohoto důvodu vzrostl experimentální zájem o léky, které produkci prolaktinu tlumí (např. Dostinex; také známý jako Cabeser nebo Cabergoline). Některé zdroje tvrdí, že Dostinex je u mužů schopný zcela potlačit období útlumu a umožňuje zažít rychle po sobě jdoucí několikanásobné ejakulativní orgasmy. Nejméně jedna vědecká studie tyto názory podporuje. Dostinex je lék ovlivňující hormony a má mnoho potenciálních vedlejších účinků. Jedním z možných důvodů je zvýšené uvolňování hormonu oxytocinu. Dále se předpokládá, že množství vyprodukovaného oxytocinu může ovlivňovat délku období útlumu.
Vědecká studie, která úspěšně zdokumentovala přirozené, plně ejakulativní, několikanásobné orgasmy u dospělého muže, byla provedena v Rutgers University v roce 1995. Během studie došlo k šesti plně ejakulativním orgasmům v průběhu 36 minut, a to bez pozorovatelného období útlumu. Také se uvádí, že v některých případech je možné zkrátit období útlumu nebo ho úplně potlačit v průběhu puberty, a to až do dospělosti. P. Haake et al. později pozorovali jednoho muže dosáhnout několikanásobných orgasmů bez vyvolání zvýšené produkce prolaktinu.